# Ameiva fuscata
Ameiva fuscata là một loài thằn lằn trong họ Teiidae. Loài này được Garman mô tả khoa học đầu tiên năm 1887.

## Hình ảnh

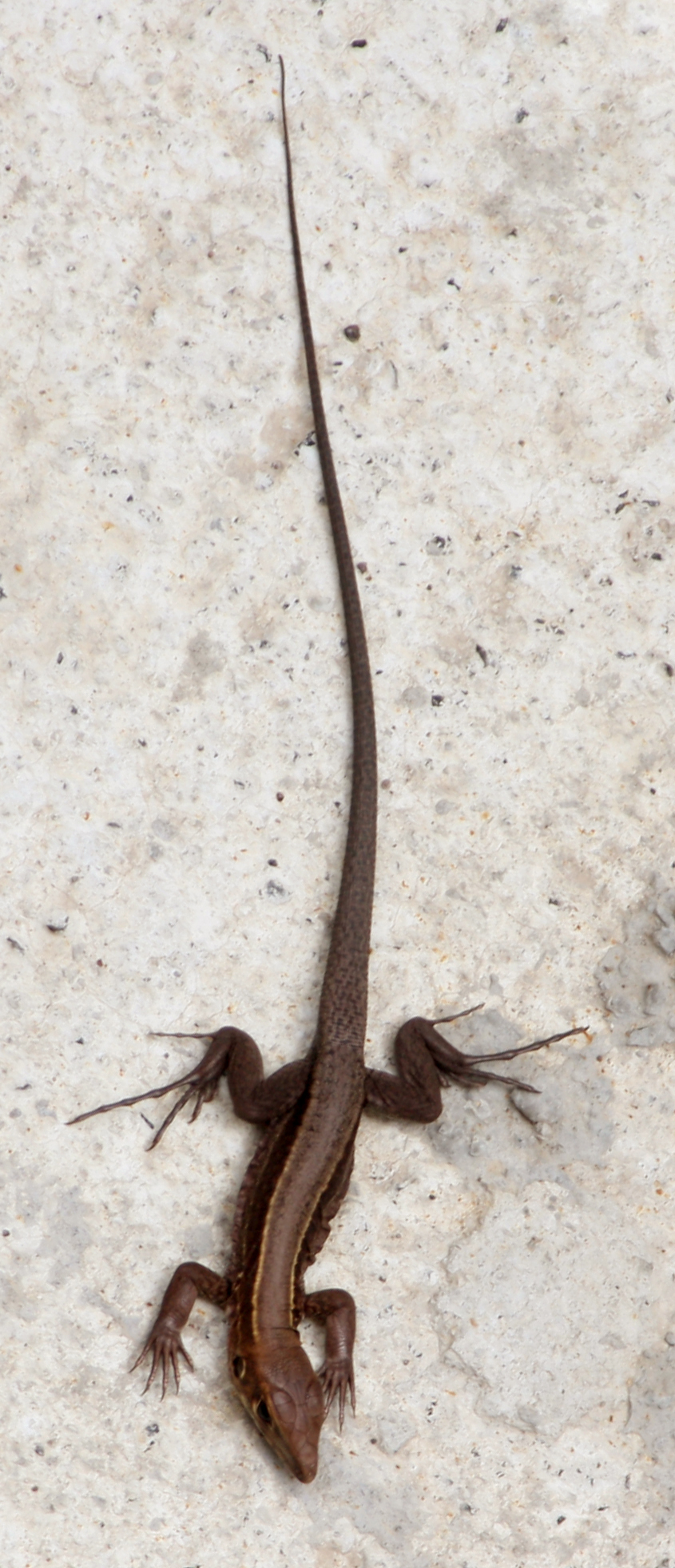
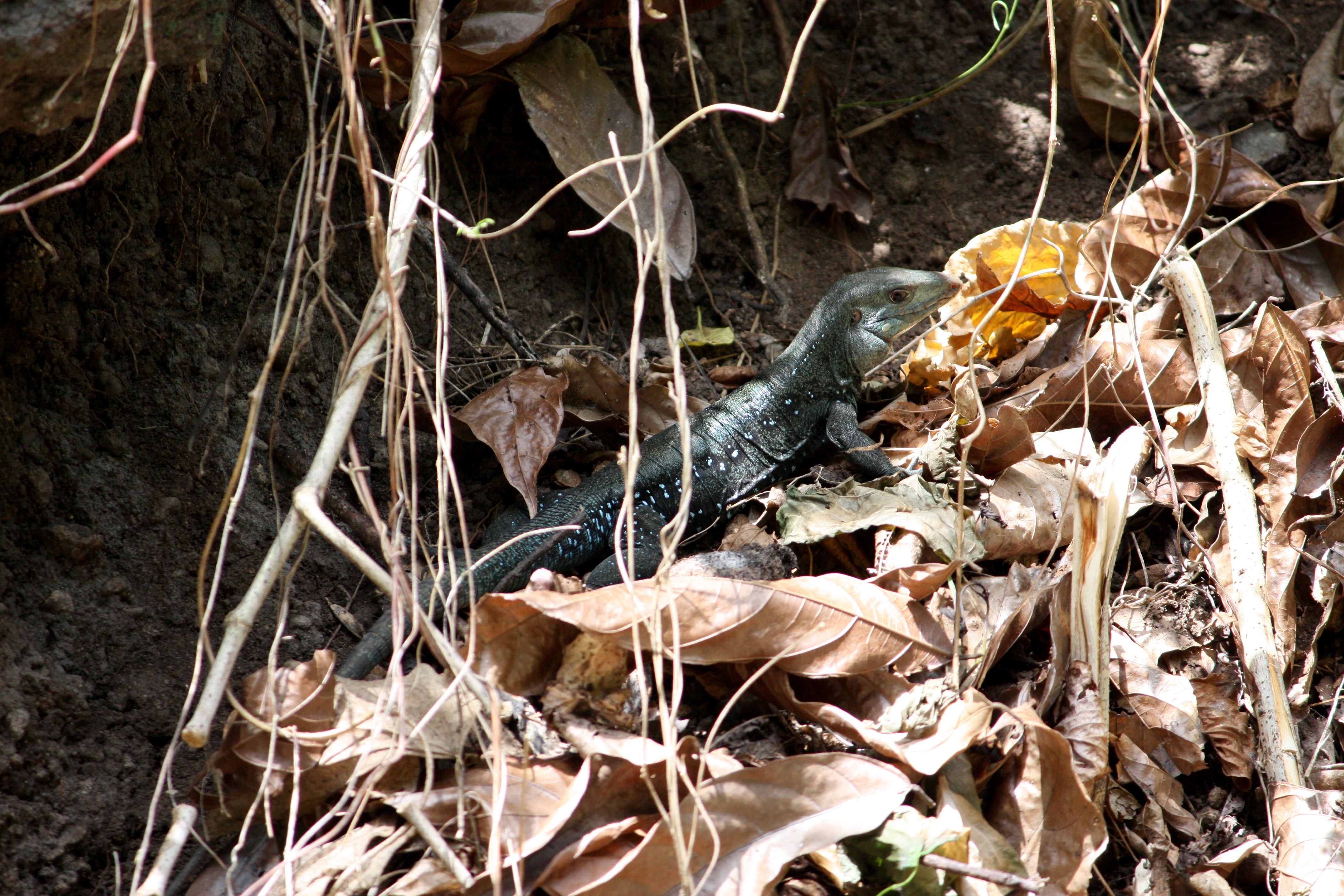
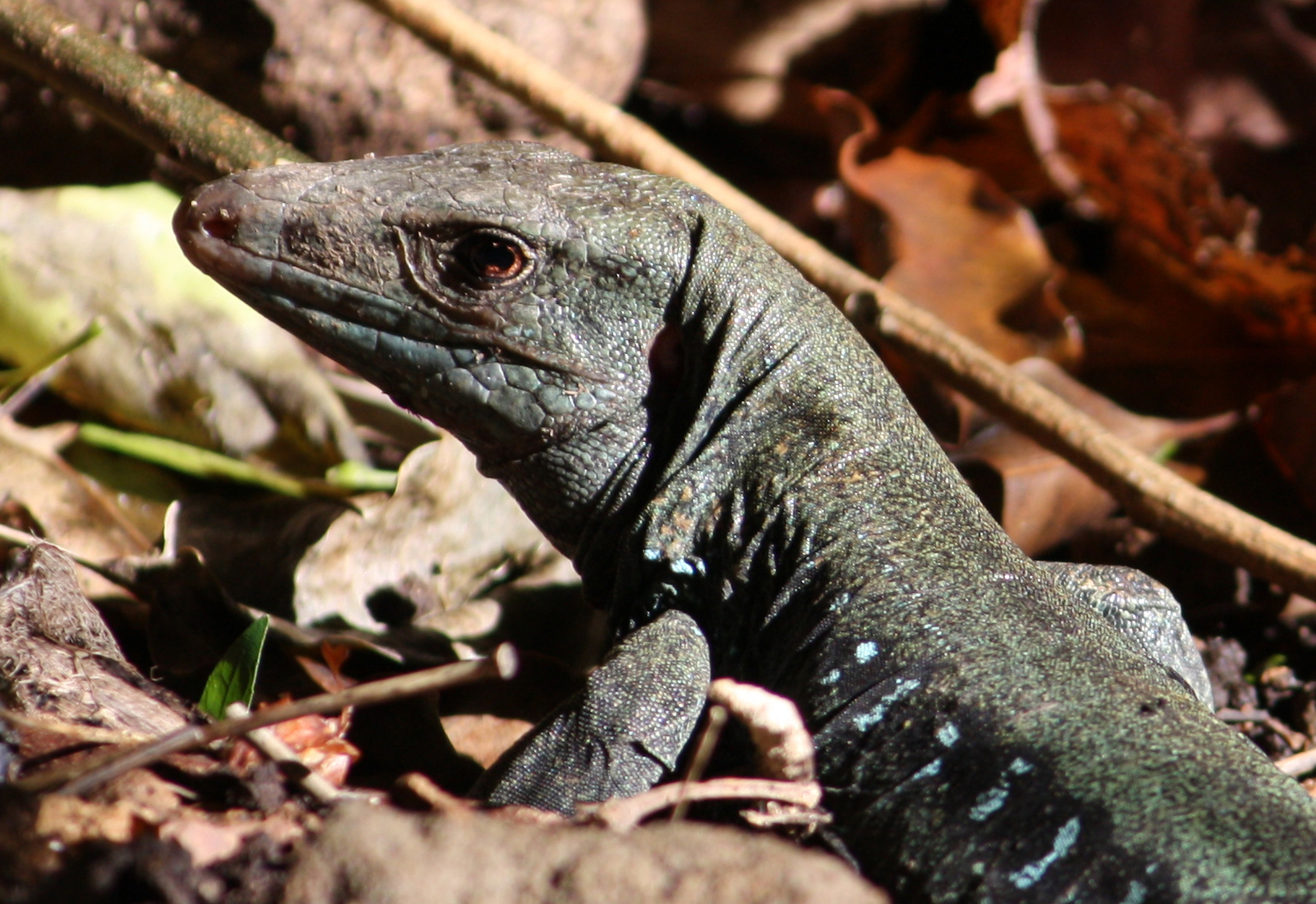
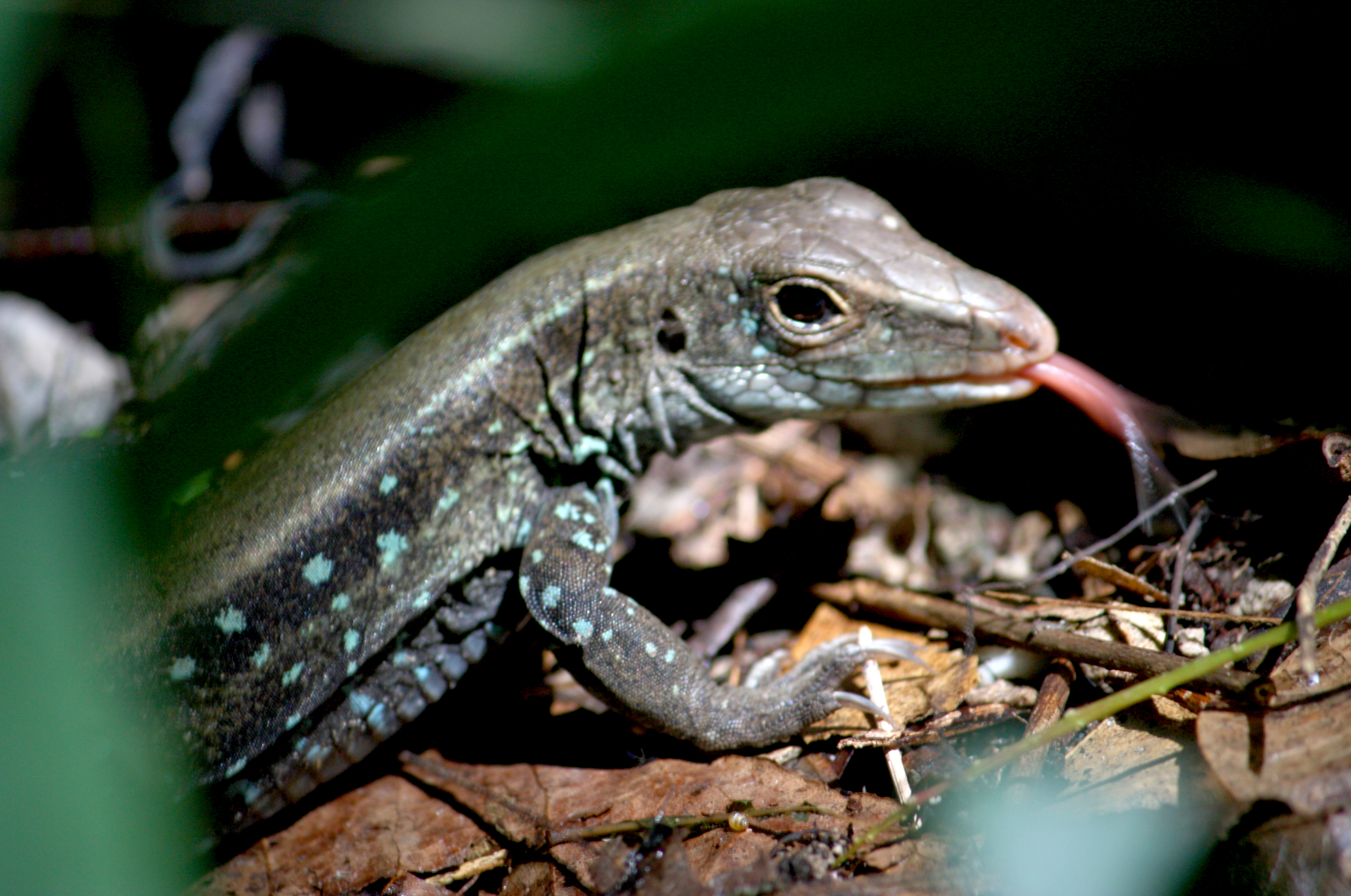
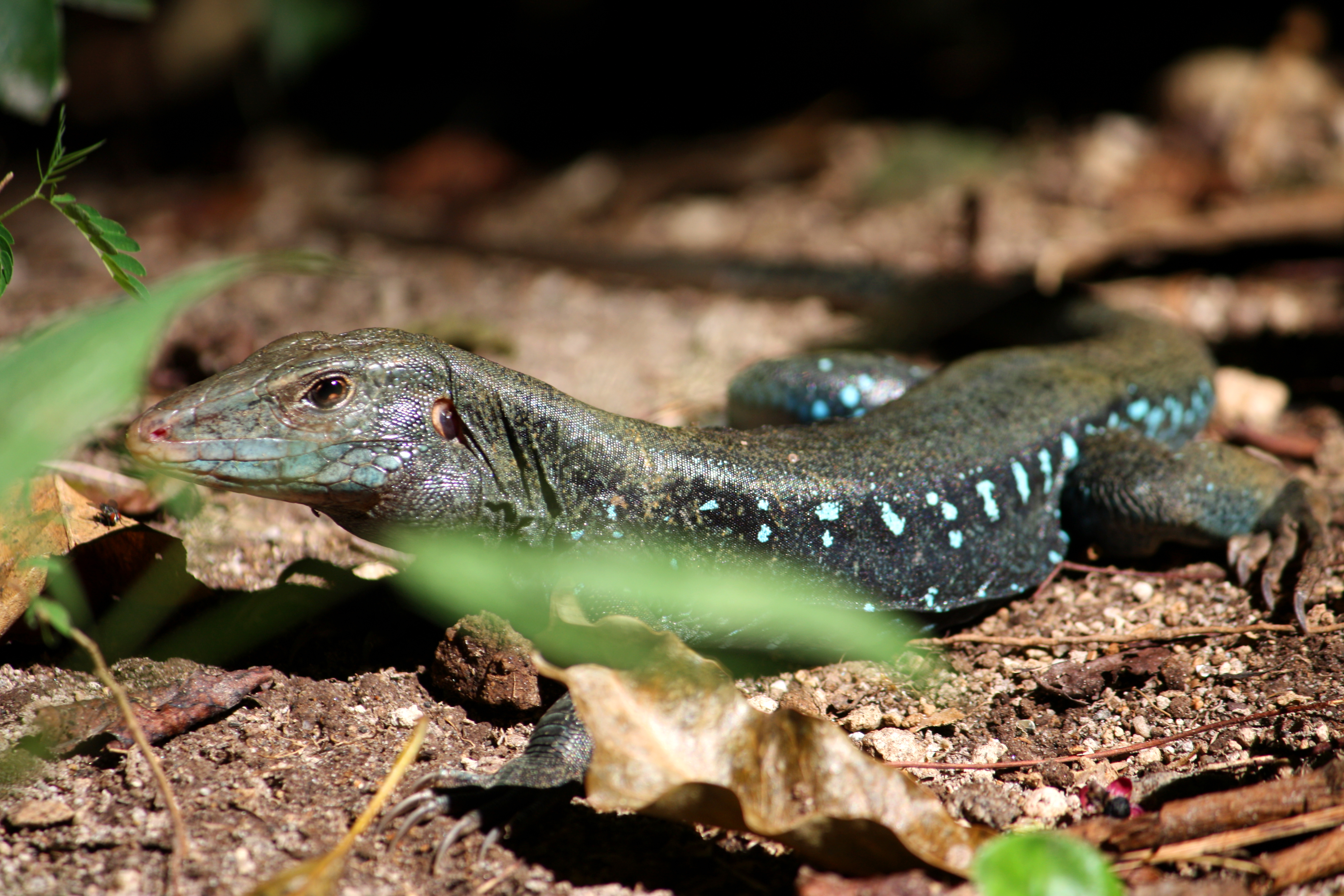
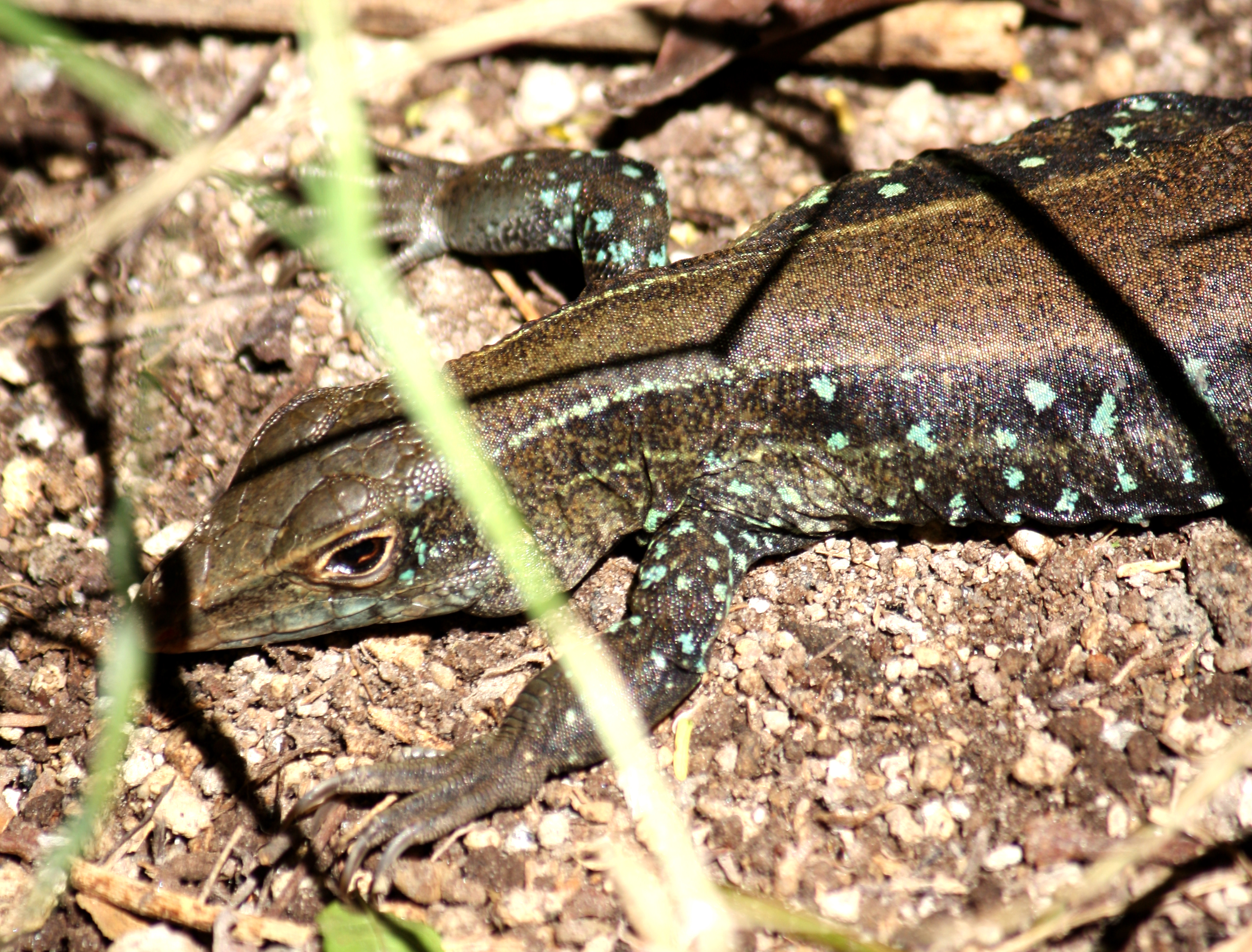